# 豊島 (東京都北区)
豊島（としま）は、東京都北区の町名。現行行政地名は豊島一丁目から豊島八丁目。住居表示実施済区域。

## 地理
東京都北区の俗にいう「天狗の鼻」の部分に当たる。王子・神谷・堀船、足立区新田・宮城と隣接する。町内には荒川、隅田川が流れる。
豊島五丁目には昭和47年頃から現在の都市再生機構によりおよそ5,000戸の豊島五丁目団地が建設され、現在も当時の建物が残る。
豊島四丁目には工場や物流施設が並んでいる。2003年には日本油脂王子工場跡地を都市再生機構が取得したがダイオキシン類の土壌汚染が確認され、跡地開発は一時中断。裁判ののち2014年4月には和解が成立した。その後2017年に商業施設と共同住宅が建設された。

### 地価
住宅地の地価は、2025年（令和7年）1月1日の公示地価によれば、豊島3-3-14の地点で51万6000円/m2となっている。

## 歴史
武蔵国豊島郡の中心部であった地であり、平安時代頃より当時この地を治めていた豊島氏の発祥の地とされている。現在の豊島七丁目の清光寺には豊島氏の武将の一人である豊島清元の墓がある。
1871年（明治4年）11月14日に浦和県（現埼玉県）から東京府に編入された。1889年（明治22年）の町村制施行時点では北豊島郡王子村大字豊島であった。大字の時代の小字には、砂田（すなだ）、勢至前（せしまえ）、西（にし）、馬場（ばんば）、中豊島（なかとしま）、須賀（すか）、宮ノ前（みやのまえ）、原（はら）、下道（しもみち）、領家（りょうけ）、築地（つきじ、築紫とも）、飛地（とびち）があった。1908年（明治41年）8月8日、王子村は町制施行し王子町になる。大字豊島字築地には「王子三業地」と呼ばれる三業地があり、「築地通り」近辺には映画館（築地館）もあり栄えたが、これが現在の築地商店街である。
王子町は1932年（昭和7年）10月1日、東京市へ編入され王子区へ移行し、大字豊島は豊島町となる。1939年（昭和14年）に豊島町全域に堀船一丁目の一部を加えて豊島一～八丁目となった。1943年（昭和18年）7月1日、東京都王子区豊島となる。1945年（昭和20年）2月19日、空襲により、豊島地区は壊滅する。
第二次世界大戦後の1947年（昭和22年）3月15日、王子区は滝野川区と合併し北区が成立する。
1950年（昭和25年）、駅近隣の路地に特殊飲食街（いわゆる青線）が立ち始める。東京都建築局から無届建築として中止命令をかけられたが、命令は無視されて少なくとも5軒が完成、営業を始めた。地域では「特飲街建設反対期成同盟」を結成、反対運動を続け数年で撤退に追い込んだ。
1966年（昭和41年）に住居表示により豊島一〜八丁目全域と王子二・三丁目の一部を合わせて現在の豊島一～八丁目になって現在に至る。

## 世帯数と人口

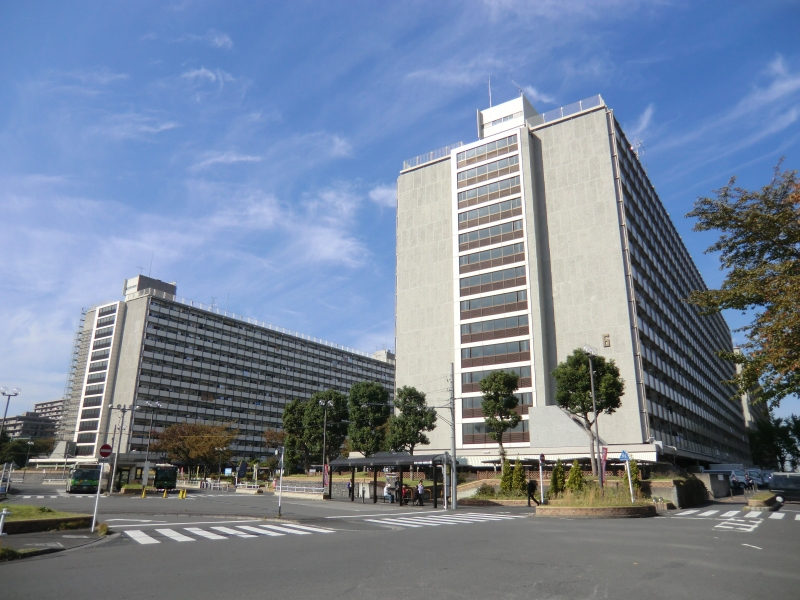
豊島五丁目団地

2023年（令和5年）1月1日現在（東京都発表）の世帯数と人口は以下の通りである。
| 丁目       | 世帯数     | 人口     |
| ---------- | ---------- | -------- |
| 豊島一丁目 | 2,124世帯  | 3,419人  |
| 豊島二丁目 | 1,206世帯  | 1,907人  |
| 豊島三丁目 | 1,426世帯  | 2,776人  |
| 豊島四丁目 | 1,433世帯  | 3,027人  |
| 豊島五丁目 | 5,781世帯  | 9,839人  |
| 豊島六丁目 | 608世帯    | 1,125人  |
| 豊島七丁目 | 2,037世帯  | 3,952人  |
| 豊島八丁目 | 2,472世帯  | 4,939人  |
| 計         | 17,087世帯 | 30,984人 |

### 人口の変遷
国勢調査による人口の推移。
| 年                 | 人口   |
| ------------------ | ------ |
| 1995年（平成7年）  | 31,366 |
| 2000年（平成12年） | 31,787 |
| 2005年（平成17年） | 31,028 |
| 2010年（平成22年） | 31,139 |
| 2015年（平成27年） | 31,403 |
| 2020年（令和2年）  | 31,257 |

### 世帯数の変遷
国勢調査による世帯数の推移。
| 年                 | 世帯数 |
| ------------------ | ------ |
| 1995年（平成7年）  | 12,654 |
| 2000年（平成12年） | 13,923 |
| 2005年（平成17年） | 14,391 |
| 2010年（平成22年） | 15,112 |
| 2015年（平成27年） | 15,591 |
| 2020年（令和2年）  | 15,993 |

## 学区
区立小・中学校に通う場合、学区は以下の通りとなる（2023年10月時点）。
| 丁目       | 番地    | 小学校                 | 中学校           |
| ---------- | ------- | ---------------------- | ---------------- |
| 豊島一丁目 | 全域    | 北区立柳田小学校       | 北区立明桜中学校 |
| 豊島二丁目 | 全域    | 北区立柳田小学校       | 北区立明桜中学校 |
| 豊島三丁目 | 全域    | 北区立豊川小学校       | 北区立明桜中学校 |
| 豊島四丁目 | 全域    | 北区立豊川小学校       | 北区立明桜中学校 |
| 豊島五丁目 | 全域    | 北区立としま若葉小学校 | 北区立明桜中学校 |
| 豊島六丁目 | 8〜15番 | 北区立としま若葉小学校 | 北区立明桜中学校 |
| 豊島六丁目 | 1〜7番  | 北区立豊川小学校       | 北区立明桜中学校 |
| 豊島七丁目 | 全域    | 北区立豊川小学校       | 北区立明桜中学校 |
| 豊島八丁目 | 全域    | 北区立王子第一小学校   | 北区立明桜中学校 |

## 交通

### 鉄道
町内に鉄道は走っていないが、徒歩圏内に王子駅（京浜東北線、東京メトロ南北線、都電荒川線）、王子神谷駅（東京メトロ南北線）が存在する。
かつては、国鉄須賀線の（貨）須賀駅があったが、1971年（昭和46年）に路線とともに廃止された。

### バス

#### バス停
- 豊島二丁目（都バス 王40甲、王40丙、王57、深夜02）
- 豊島三丁目（都バス 王40甲、王40丙、王57、深夜02）
- 豊島四丁目（都バス 王40甲、王40丙、王57、深夜02）
- 豊島五丁目団地（都バス 王40甲、王40丙、王57、深夜02）
- 豊島六丁目（都バス 王40甲、王40丙、王57、深夜02）
- 新豊橋南（都バス 王55、王49折返、深夜11）
- 新豊橋（都バス 王55、王49折返、深夜11）
- 豊島七丁目（都バス 王41、王45）（新田方向のみ停車）
- 豊島七丁目南（都バス 王55、王49折返、深夜11）（紀州神社前）
- 豊島八丁目（都バス 王41、王45、王55、王49折返、深夜11）
- 王子消防署前（都バス 王41、王45、王55、王49折返、深夜11）

### 系統
- 王40（ - 王子駅 - 豊島二丁目 - 豊島三丁目 - 豊島四丁目 - 豊島六丁目 - 豊島五丁目団地 - 宮城二丁目 - ）
- 王57・深夜02（ - 王子駅 - 豊島二丁目 - 豊島三丁目 - 豊島四丁目 - 豊島六丁目 - 豊島五丁目団地）※ 深夜02系統は平日のみ運行
- 王55・王49折返・深夜11（ - 王子四丁目 ← 王子五丁目/王子消防署前→ 豊島八丁目 - 豊島七丁目南 - トンボ鉛筆前 - 新豊橋 - ハートアイランド東 - ）※ 王49折返・深夜11系統は平日のみ運行
- 王41、王45（往路）（ - 王子四丁目 → 王子消防署前 → 豊島八丁目 → 豊島七丁目 → 新田橋 - ）
- 王41、王45（復路）（ - 新田橋 → 豊島八丁目 → 王子五丁目 - ）

#### 道路・橋梁
- 東京都道307号王子金町江戸川線（日産バス通り）
- 区道 東京都都市計画道路補助93号（紀州通り）
- 首都高速道路：町内にランプはないが、最寄出入口は首都高速中央環状線王子北出入口である。
- 豊島橋
- 新豊橋
- 新田橋

## 事業所
2021年（令和3年）現在の経済センサス調査による事業所数と従業員数は以下の通りである。
| 丁目       | 事業所数  | 従業員数 |
| ---------- | --------- | -------- |
| 豊島一丁目 | 145事業所 | 1,973人  |
| 豊島二丁目 | 100事業所 | 672人    |
| 豊島三丁目 | 127事業所 | 878人    |
| 豊島四丁目 | 68事業所  | 475人    |
| 豊島五丁目 | 69事業所  | 1,606人  |
| 豊島六丁目 | 42事業所  | 681人    |
| 豊島七丁目 | 83事業所  | 412人    |
| 豊島八丁目 | 109事業所 | 1,069人  |
| 計         | 743事業所 | 7,766人  |

### 事業者数の変遷
経済センサスによる事業所数の推移。
| 年                 | 事業者数 |
| ------------------ | -------- |
| 2016年（平成28年） | 842      |
| 2021年（令和3年）  | 743      |

### 従業員数の変遷
経済センサスによる従業員数の推移。
| 年                 | 従業員数 |
| ------------------ | -------- |
| 2016年（平成28年） | 7,906    |
| 2021年（令和3年）  | 7,766    |

## 施設

### 商業施設
- ビバホーム 豊島5丁目店
- 文化堂 豊島店
- デニーズ 豊島店
- 業務スーパー 王子店

### 官公庁
- 王子区民事務所分室 豊島区民センター
- 豊島図書館

### 郵便局
- 北豊島二郵便局
- 北豊島三郵便局
- 北豊島団地内郵便局

### 金融機関
- きらぼし銀行王子支店 王子北出張所
- 東京シティ信用金庫東王子支店
- 城北信用金庫王子営業部
- 城北信用金庫王子営業部 豊島中央通り出張所（有人窓口）
- 城北信用金庫王子営業部 本部会館出張所（キャッシュコーナーのみ）

### 医療機関
- 王子生協病院
- 吉田医院
- 桑畑医院
- 竹内医院
- 豊島町クリニック

### 企業
- トンボ鉛筆
- 日本出版販売王子流通センター
- なとり
- リョービ
- 東京ヤサカ観光バス
- カクヤス

### 教育機関
- 東京成徳大学
  - 東京成徳大学中学校・高等学校（中高一貫部）
  - 東京成徳短期大学附属幼稚園
- 北区立明桜中学校 - 2007年4月1日：北区立豊島北中学校、北区立豊島中学校、北区立清至中学校の3校が合併。豊島中学校敷地へ設置された。
- 北区立柳田小学校
- 北区立豊川小学校
- 北区立としま若葉小学校

### 寺社
- 豊栄寺 - 山号は成田山。
- 清光寺
- 西福寺
- 紀州神社

## 史跡
- 豊島清光の墓
- 豊島馬場遺跡

## その他

### 日本郵便
- 郵便番号 : 114-0003[3]（集配局 : 王子郵便局[19]）。